# Società Ginnastica Gallaratese 1950-1951
Questa voce raccoglie le informazioni riguardanti la Società Ginnastica Gallaratese nelle competizioni ufficiali della stagione 1950-1951.

## Rosa
| N. |                   | Ruolo | Calciatore       |
| -- | ----------------- | ----- | ---------------- |
|    | Italia (bandiera) | D     | Marco Barbot     |
|    | Italia (bandiera) | A     | Italo Bardelli   |
|    | Italia (bandiera) | D     | Sergio Barsanti  |
|    | Italia (bandiera) | A     | Sergio Borsani   |
|    | Italia (bandiera) | A     | A. Brena         |
|    | Italia (bandiera) | A     | Antonio Caprioli |
|    | Italia (bandiera) | P     | Mariano Faraone  |
|    | Italia (bandiera) | A     | Aldo Fugazza     |

| N. |                   | Ruolo | Calciatore     |
| -- | ----------------- | ----- | -------------- |
|    | Italia (bandiera) | C     | Aldo Marelli   |
|    | Italia (bandiera) | C     | F. Orsi        |
|    | Italia (bandiera) | C     | B. Romito      |
|    | Italia (bandiera) | D     | E. Rudoni      |
|    | Italia (bandiera) | A     | A. Tacchi      |
|    | Italia (bandiera) | C     | Davide Triulzi |
|    | Italia (bandiera) | A     | A. Vanelli     |
|    | Italia (bandiera) | C     | Danilo Venturi |